# リン酸ジエチル1-エチル-3-メチルイミダゾリウム
リン酸ジエチル1-エチル-3-メチルイミダゾリウム（英: 1-Ethyl-3-methylimidazolium diethyl phosphate、EMIM DEP）は、融点が100 °C未満のイオン液体である。

## 調製
リン酸ジエチル1-エチル-3-メチルイミダゾリウムは、1-メチルイミダゾールとリン酸トリエチルとの反応によって調製できる。

EMIM DEPの合成

## 用途
リン酸ジエチル1-エチル-3-メチルイミダゾリウムは、セルロースの溶解および分解のために使用される。